# Скерра, Хорст
Хорст Скерра (нем. Horst Skerra; 1 сентября 1930, Кульзен, Польша — 3 сентября 2024) — военный деятель ГДР, в 1990 году командующий сухопутными войсками ННА, генерал-лейтенант (1977).

## Биография
Из крестьянской семьи. После окончания школы в 1945—1948 годах работал трактористом в СССР. В 1949 году вступил в Народную Полицию на территории Советской Оккупационной Зоны Германии. С 1951 года член СЕПГ. В 1952—1956 годах проходил обучение в Военной Академии в Советском Союзе. После своего возвращения в ГДР Скерра до 1964 года служил в Министерстве Национальной Обороны ГДР. Некоторое время занимал должность заместителя начальника Главного штаба ННА. В 1964—1966 годах проходил обучение в Военной Академии Генерального штаба Вооружённых сил СССР. С 1 ноября 1966 года по 31 августа 1969 года полковник Скерра командовал 1-й мотострелковой дивизией (Потсдам). 1 марта 1967 года ему было присвоено звание генерал-майора. С 1 сентября 1969 года по 30 сентября 1973 года занимал должность начальника штаба и заместителя командующего 3-м Военным округом (Лейпциг). В 1973—1976 годах служил в Министерстве Национальной обороны ГДР. С 1 декабря 1976 года по 31 октября 1982 года командовал 3-м Военным округом. 7 октября 1977 года ему было присвоено звание генерал-лейтенанта. С 1 ноября 1982 года по 31 декабря 1989 года Скерра занимал должность начальника штаба и заместителя командующего сухопутными войсками ННА (stellvertretender Chef der Landstreitkräfte und Chef des Stabes des Kommandos Landstreitkräfte). После отставки генерал-полковника Хорста Штекбарта с 1 января по 14 сентября 1990 года командующий сухопутными войсками ННА. 30 сентября 1990 года уволен в отставку.
Умер 3 сентября 2024 года в возрасте 94 лет.

## Воинские звания
- Генерал-майор — 1 марта 1967 года;
- Генерал-лейтенант — 7 октября 1977 года.

## Избранные награды
- 1974 г., Боевой орден «За заслуги перед народом и Отечеством» — в золоте
- 1976 г., Орден «За заслуги перед Отечеством» (ГДР) в серебре
- 1981 г., Орден Знамени Труда 1-й степени
- 1984 г., Почётное звание: «Заслуженный Военнослужащий Национальной Народной Армии» (Ehrentitel: Verdienter Angehöriger der Nationalen Volksarmee
- 1984 г., Премия Фридриха Энгельса (Friedrich-Engels-Preis)
- Орден Шарнхорста